# Šahname
Šahname ili Knjiga kraljeva (perz. شاهنامه) nacionalni je ep Irana čiji je autor Firdusi (940./941. – 1020.)
Šahname se bavi poviješću i mitologijom drevne Perzije prije pojave i ekspanzije islama (7. stoljeće). U njemu se spominju i korijeni drevne religije Irana — zoroastrizma. Navodi se povijest te religije od njenog početka do smrti posljednjeg zoroastričkog kralja. Pjesnik je ovo djelo pisao 35 godina. Ono se sastoji od više od 60.000 stihova, što je dva puta više od Homerovih epova. Knjigu je počeo pisati pjesnik Dakiki. Napisao je 1000 stihova. Ferdosi ga je naslijedio, nakon Dakikijeve smrti.
Šahname počinje sa stvaranjem svijeta i početkom civilizacije (vatra, spremanje hrane, obrada metala, zakoni). Djelo nije sasvim kronološko. Neki od likova žive stotinama godina, dok većina živi uobičajen ljudski vijek. Kraljevi, heroji i zločinci smjenjuju se tokom vremena. Jedina konstanta je vrijeme i ciklus dana i noći. Pisac je dosljedan u realističnoj karakterizaciji likova i naglasku na slobodi volje pojedinca. Nema likova koji su apsolutno dobri ni zli. Šahname je knjiga u kojoj se žali za slavom Irana prije arapskog osvajanja. Nastala je u vremenu previranja i jakog utjecaja arapske kulture. Autor je želio knjigom ojačati nacionalni identitet. Naslovnice starih izdanja su bogato ilustrirane minijaturama. Jedno izdanje je pod zaštitom UNESCO-a.
Glavni lik epa je mitski heroj Rustam, princ Zabulistana, koji se borio u mnogim bitkama protiv drevnih iranskih neprijatelja Turanaca (Skita).
Šahname je temelj perzijske kulture i jezika u Iranu, Afganistanu i Tadžikistanu. Ovo djelo je vjekovima bilo uzor perzijskog jezika, tako da se on do danas vrlo malo promijenio.